# معركة غابة أرجون
معركة غابة أرجون (بالإنجليزية:  Battle of the Argonne Forest)‏ أو هجوم غابة أرجون (Battle of the Argonne Forest ) كانت جزءًا من آخر هجوم شنته قوات الحلفاء ضد ألمانيا في الحرب العالمية الأولى الذي امتد على طول الجبهة الغربية.

## معرض صور

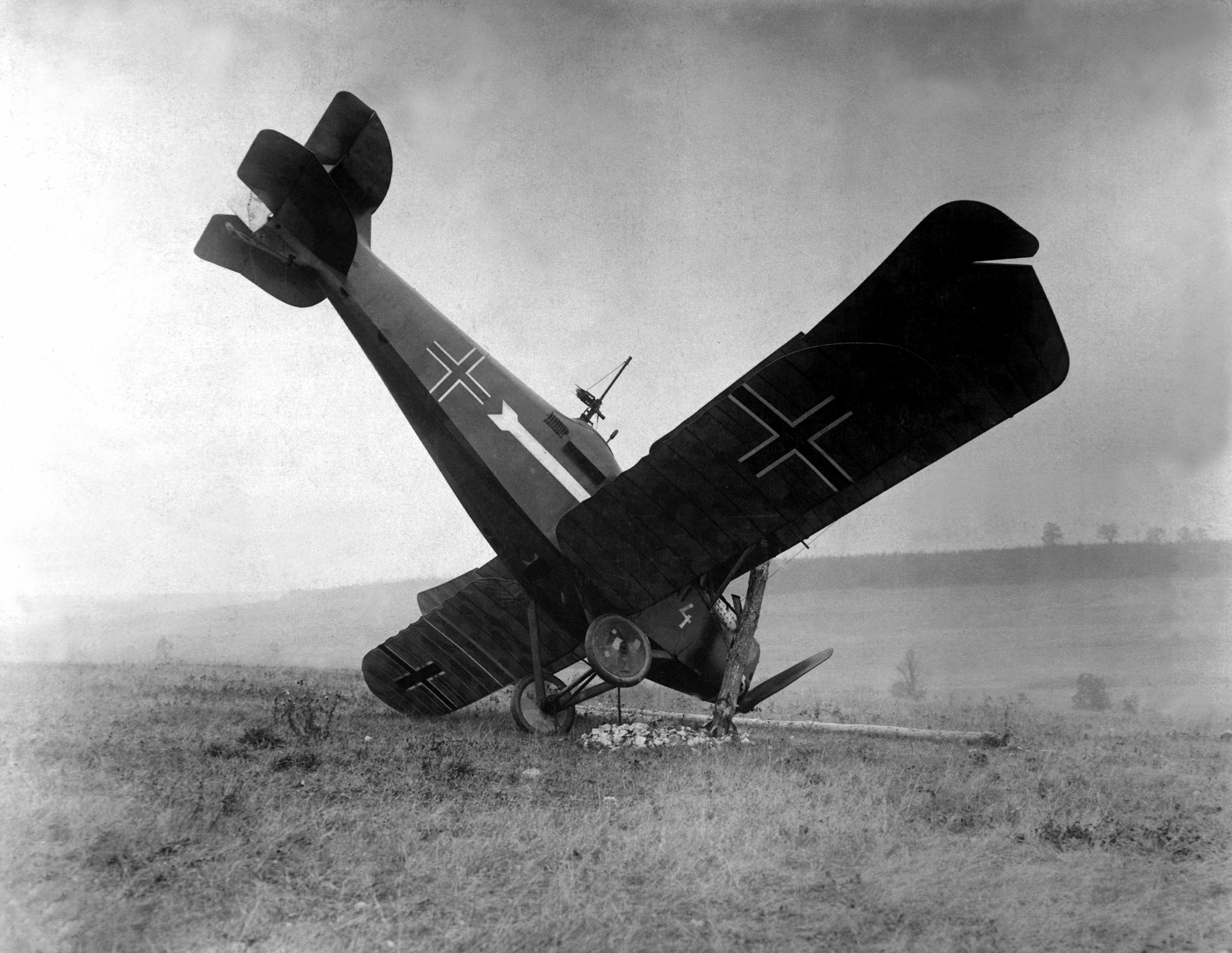
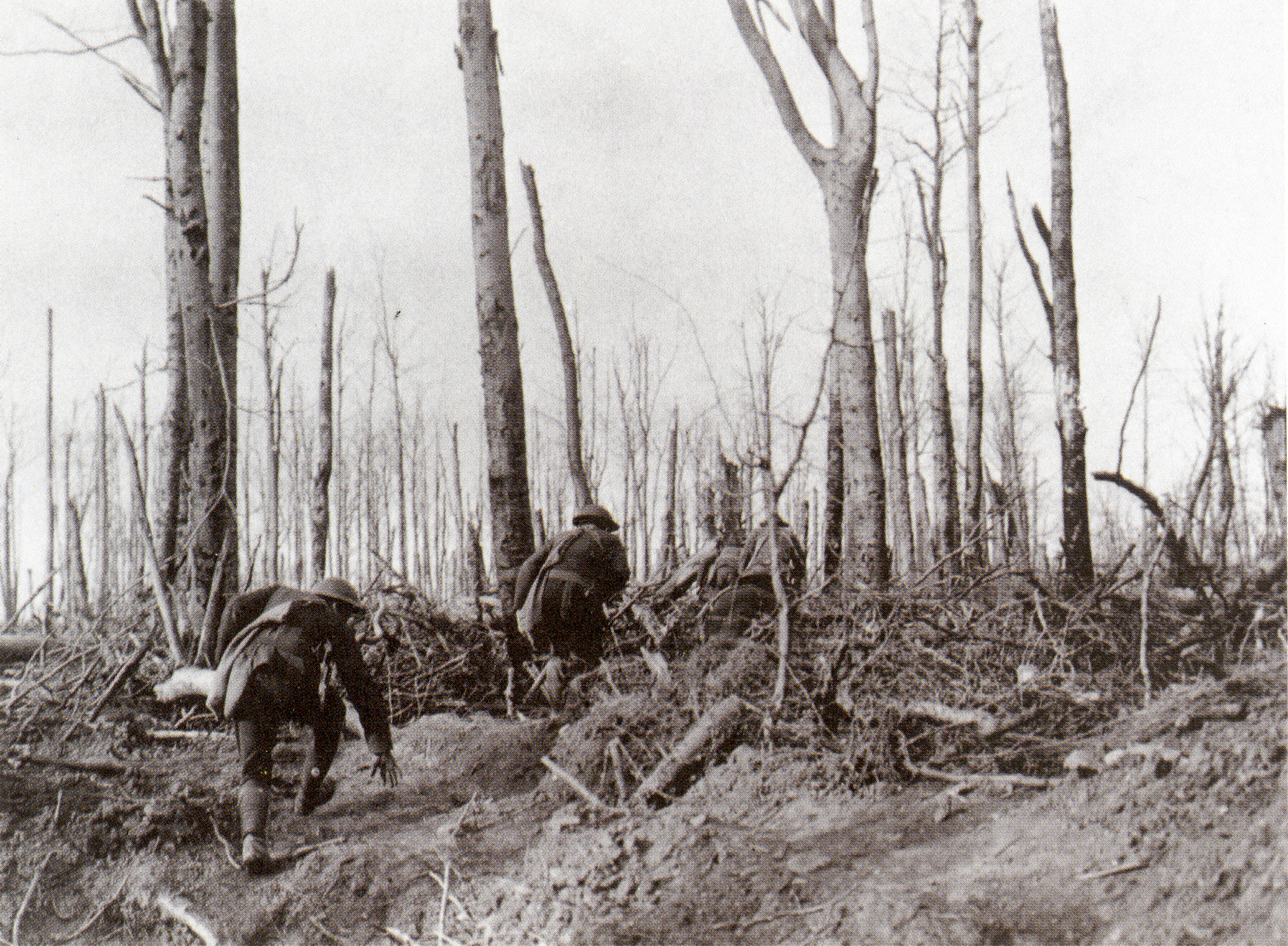
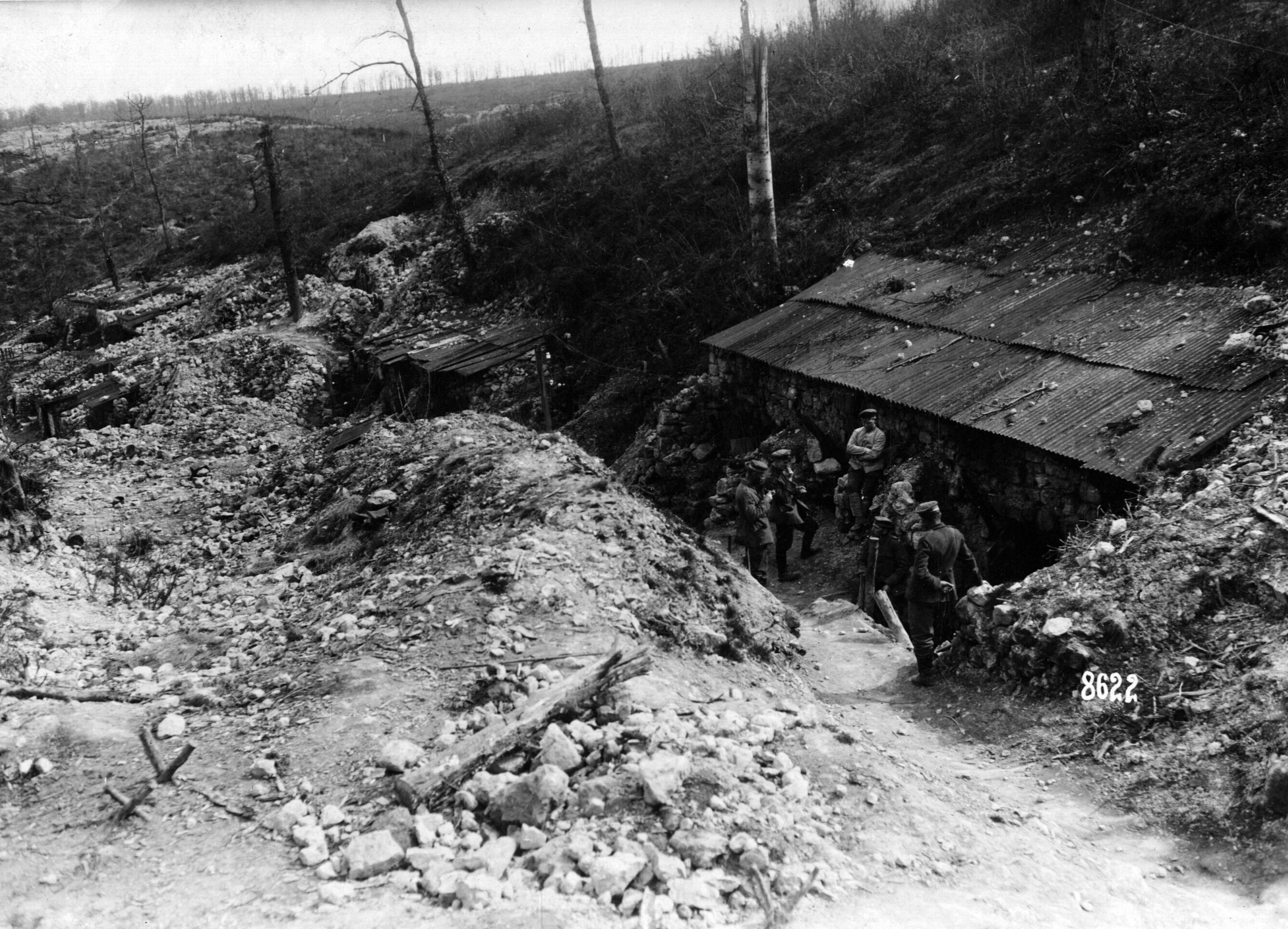